# HMS General Wolfe (1915)
«Дженерал Вулф» (англ. HMS General Wolfe) (часто називали скорочено Wolfe) — монітор «Лорд Клайв», які побудували для обстрілу берегових цілей під час Першої світової війни. «Дженерал Вулф» весь час активної служби провів у складі Дуврського патруля, обстрілюючи окуповане Німеччиною та сильно укріплене узбережжя Бельгії.  Навесні 1918 монітор оснастили 18-дюймовою гарматою, з якою він здійснив найдальший обстріл в історії Королівського флоту на той час - по цілі на відстані приблизно 32 кілометри.  Після війни виведений у резерв, а потім роззброєний та проданий 1920 року. Розібраний на метал 1923 року.

## Будівництво
Більшість моніторів типу «Лорд Клайв» було замовлено фірмі Гарланд та Вольф, яка побудувала їх на своїх верфях у Белфасті та Говані.  Винятками стали «Принс Руперт», який був побудований на William Hamilton & Company у Порту-Глазго, а також майбутній «Дженерал Вулф», побудований Scotts Shipbuilding and Engineering Company' на верфі в Гріноку. Монітор отримав тимчасову назву M9. Спочатку замовлення на нього надійшло у Ферфілд 23 грудня 1914 року. Проте відбувся масовий перерозподіл ресурсів, спричинений зупинененням будівництва основних кораблів, яке перебувало на ранніх стадіях. За таких умов процес добудови колишнього лінкора, а потім лінійного крейсера «Рінаун» на Ферфілді було пришвидшено, тоді як з'явилися вільні потужності у фірми Палмера на півночі Англії, які були збільшені внаслідок передачі «Ріпалза» в Клайдбанк. Таким чином, замовлення на M9 було видано 6 січня 1915 року верфі Геббурна Палмера, який також отримав замовлення на два чотирициліндрові двигуни потрійного розширення.
Перед тим, як М9 був закладений в Гебберні, було вирішено, з якого корабля вона отримає своє основне озброєння. 1 січня 1915 року було вирішено, що HMS Victorious передасть одну з двох своїх 12-дюймових башт, яку переоснастить на місці компанія Elswick Ordnance в Тайнсайді. Форма корпусу була схожа на монітори типу «Еберкромбі» за винятком того, що за рахунок легшого основного озброєння корпус можна було зробити вужчим і коротшим, що означало, що навіть з 5-метровими протиторпедними булями його можна було обслуговувати у більшості доків, — серйозне обмеження для моніторів попереднього типу.
M9, названий так, оскільки це був дев'ятий монітор, закладений для Королівського флоту, спочатку панували назвати просто «Вулф» на честь переможця у битві на Полях Авраама Джеймса Вулфа. 15 лютого 1915 року монітор був перейменована «Сер Дженерал Вулф»  перш ніж отримати ім'я, під яким він був спущений на воду, «Дженерал Вулф», 8 березня. Як і всі  однотипні кораблі, названі на честь  відомих британських полководців, титул у назві у спілкуванні та документах найчастіше відкидали, залишаючи лише прізвище «Вулф».

## Рання кар'єра
«Дженерал Вулф» був спущений на воду в Гебберні 9 вересня 1915 року, а на службу було переданий 9 листопада під командувачем Нестона Вільяма Діггла (Neston William Diggle). Монітор був останнім у свого типу,  який завершили, і прибув у Дувр для служби у Дуврському патрулі 12 листопада. Однотипні монітори на той час вже здійснили ряд обстрілів берегових цілей. «Вулфу» довелося чекати до 25 січня 1916 року, коли маршал Фош просив демонстрацію моніторів. «Вулф» вирушив у море під командуванням капітана Джона Альфреда Моретона та під прапором віце-адмірала Реджинальда Бекона, командувача Патруля, який служив з Моретоном у з'єднанні підводних човнів. Удень 26-го на якорі біля бельгійського узбережжя «Вулф» та шість інших моніторів обстріляли батареї німецької артилерії у Вестенде, між Ньєпором та Остенде. Кожен з великих моніторів здійснив близько одинадцяти пострілів, їх вогонь корегувався літаком.
24 квітня 1916 року «Вулф» та однотипний «Принс Юджин» були направлені для прикриття прокладання сіткового загородження в дванадцяти милях від бельгійського узбережжя, яке мало простягнутися на двадцять миль від Ньєпора до Зебрюгге. «Вулф» був обстріляний  з берегової батареї «Тірпіц» (чотири 279-міліметрові гармати) практично на граничній дальності у 18 миль. Корабель швидко залишив зону обстрілу. його безуспішно  атакувати німецькі літаки, на що «Вулф» відповів снарядами шрапнелі.
Потім монітор забезпечував прикриття для британських есмінців, коли німці намагалися відігнати їх нападом міноносців. Згодом, аж до вересня, коли погода суттєво погіршилась, «Вулф» та інші 12-дюймові (оснащені гарматами відповідного калібру) монітори патрулювали вздовж бельгійського узбережжя разом з іншими моніторами, есмінцями та військовими дрифтерами, щоб запобігти прориву німців чи закладенню ними власних або розчищення британських мінних полів. Зважаючи на велику ширину, протиторпедний захист  і потужні гармати, 12-дюймові монітори вважалися невразливими для атак інших військових кораблів, менших за крейсер.
Під час нарощування сил для відновлення наступу на Соммі 15 вересня 1916 року Дуврському патрулю було наказано "прив'язати"  ворожі сили до узбережжі Бельгії. З 8 по 15 вересня всі монітори патруля були залучені, а 12-дюймові монітори, включаючи «Вулф», вистрілили двісті із трьохсот важких снарядів, випущених у цей період. Вони також здійснювали пристрілювання для більших 15-дюймових моніторів. Протягом наступних дванадцяти місяців, якщо це дозволила погода, монітори продовжували виконання завдання з патрулювання. 

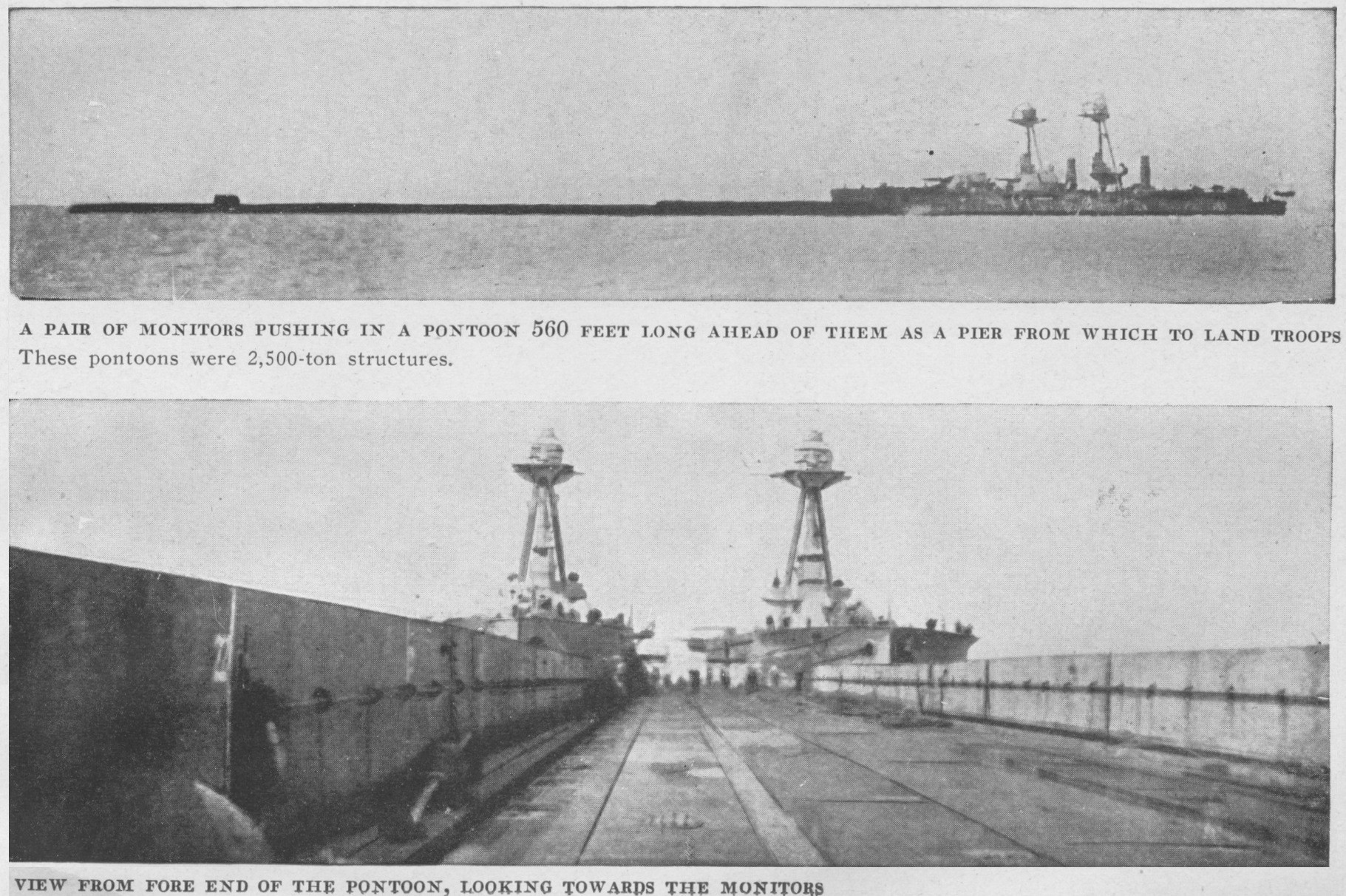
Два монітори типу «Лорд Клайв» під час буксирування десантного понтону

У липні 1917 року «Вулф» з разом з однотипними кораблями зняли з патрулювання задля підготовки до операції "Хуш", запланованої висадки на бельгійському узбережжі 1-ї дивізії. Монітор, разом з однотипним «Дженерал Кроуферд»  мав  буксирувати один з трьох 160-метрових понтонів, кожен з яких міг би висадити сотні людей, а також танки, гармати та транспорт. Десант планувався на розвиток очікуваного успіху союзників у Третій битві за Іпр, яка розпочалась 31 липня 1917 року. Однак, цей наступ провалився, тому десант було визнано занадто ризикованим. Монітори, які тренувались на Темзі з липня, були направлені в Портсмут 2 жовтня. «Вулф» прибув 4 жовтня і пройшов доковування та поточний ремонт.

## 18-дюймовий монітор

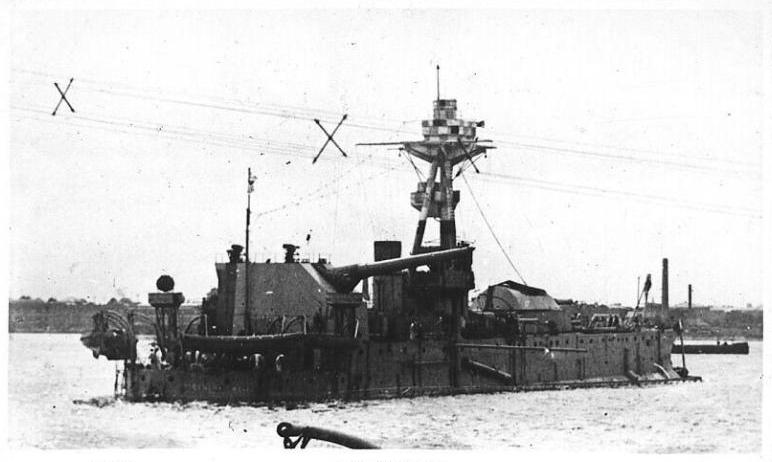
Вид з корми на «Вулф», добре видно 18-дюймову гармату.

У новому 1918 році «Вулф» було обрано для оснащення 18-дюймовою (457-мм) гарматою із  однотипними «Лорд Клайв» та «Принс Юджин». Установка для гармати, найбільшої на озброєнні будь-якого військово-морського флоту, отримала назву "15-дюймовий BCD". "15-дюймовий В" був кодовою назвою для самої 18-дюймової гармати, а CD  - скорочення від "Берегової оборони" ("Coast Defence") відображав можливе призначення установки. Установка була розроблена та виготовлена компанією Elswick Ordnance. Водночас через проблеми з трудовими ресурсами, хоча її замовили у жовтні 1917 року, вона не була  завершений до травня, і, нарешті, прибула до Портсмуту для встановлення на «Вулфі» 20 червня 1918 року. «Вулф» 5 квітня надійшов на Портсмутську верф для структурних модифікацій, необхідних для утримання ваги 18-дюймової гармати на квотердеку. Загальна вага установки склала 384 тонни, не враховуючи ваги шістдесяти снарядів і сімдесяти двох повних зарядів кордиту. Сама гармата, яка була закріплена на кормі, початково призначалася для башти "А" "великого легкого крейсера «Ф'юріос» і була встановлена 9 липня. «Вулф» був готовий до випробувань гармати 7 серпня, які відбулися біля острова Вайт та були успішними. Монтаж з його великим щитоподібним щитом настільки викривив корму корабля, що «Вулф» отримав прізвисько "Слон і замок". 15 серпня монітор повернувся до Дуврського патруля, першим з 18-дюймових моніторів, який знову вступив у службу. У нього був новий командувач, С.Б. Бойд-Річардсон. Решту серпня та більшу частину вересня монітор не брав участі у бойових діях.
У співпраці із силами союзників, що атакували узбережжя Бельгії, монітори використовувались за постійних обстрілів берегових. У ніч з 27 на 28 вересня усі сім моніторів зі складу Дуврського патруля, обстрілювали цілі поблизу Остенде та Зебрюге, використовуючи свої допоміжні гармати, аби обдурити німців та змусити їх очікувати, що там може бути здійснено нічний десант союзних сил (після попередніх рейдів Остенде та Зебрюгге у квітні).
До світанку монітори розділились на три групи аби атакувати німецькі лінії зв'язку далеко в глибині материка. «Вулф» опинився у III групі, з нещодавно завершеним монітором «Горгон». «Вулф» став на якір паралельно до берегової лінії, і j 07.32 відкрив вогонь по залізничному мосту в Снейскерке (чотири милі на південь від Остенде) на відстані 32 981 метр. Тож він випустив  найважчий снаряд з найбільшої гармати на найдовшій до цього часу відстань, і на найбільшу дальності для будь-якого корабля Королівського флоту у бою. Протягом решти дня «Вулф» випустив 52 снаряди на шістдесяти 18-дюймові снарядів боєкомплекту у Снейкерке, усі приземлившись близько до цілі.
Протягом наступних двох тижнів «Вулф» та інші монітори Патруля здійснювали окремі обстріли бельгійського узбережжя, які часто переривала погана погода або відсутність повітряної підтримки для корегування вогню. У середині жовтня німці відступили з бельгійського узбережжя, а монітори повернулися до Шернес, коли було підписано перемир'я. «Вулф» був виведений зі складу флоту 19 листопада 1918 року.